# Муры (Винница)
Ви́нницкие муры́ (укр. Вінницькі мури) — комплекс оборонных и храмовых сооружений XVII века в Виннице. Состоит из зданий и стен иезуитского монастыря, иезуитских костёла, коллегиума и конвикта (общежития), а также доминиканского монастыря и доминиканского костёла. Здания были окружены мощными крепостными стенами с бойницами и боевыми башнями. Муры возведены в XVII веке монахами-иезуитами, став главным оборонительным сооружением города. Позднее рядом были пристроены доминиканский монастырь с костёлом.

## История

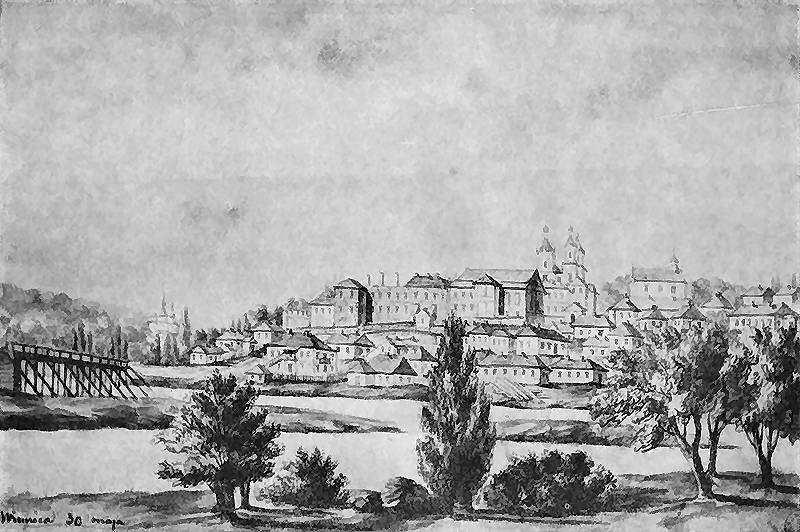
Вид на правый берег Винницы. Рисунок середины XIX века. Наполеон Орда.

В 1610 староста брацлавский Валентий Александр Калиновский пожертвовал тридцать тысяч злотых и два села для монастыря водворившихся в Виннице иезуитов. Монастырский ансамбль разместился на высоком правом берегу Южного Буга, был виден издалека и доминировал над рекой.

### Пожертвования
Сначала Валентий Александр Калиновский построил для иезуитской коллегии каменное укрепленное здание и подарил иезуитам четыре села и значительную часть города Винницы, так называемую «iезуитскую юридику». С этого времени иезуиты приобрели огромное влияние на местное шляхетское общество и имущество их, несмотря на казацкие войны, стало быстро возрастать богатыми пожертвованиями:
- в 1628 году Александр Пясочинский подарил Винницкому иезуитскому монастырю половину города и замка Пясочно и соседнее село Староставцы;
- около 1630 года Лев Сапега передал монастырю два села в Овруцком повете;
- в 1647 году гетман Мартин Калиновский передал монастырю 30,000 злотых, обеспечив сумму на двух своих селах, из дохода которых обязался вносить ежегодно, в качестве процента 2,100 злотых.
- в 1647 году жена Винницкого старосты, Анна Одржывольская, отказала иезуитам 20,000 злотых для покупки имения.
- В 1663 году Павел Пясочинский подарил им 20,000 злотых, обеспечив эту сумму на трех своих селах.

Кроме того винницкие иезуиты владели местечком Батогом. Сеймики воеводства Брацлавского постоянно ходатайствовали перед правительством о разных льготах для монастыря, — то о подтверждении их прав на имения, то об освобождении этих имений от податей и налогов. Блестящее состояние иезуитского монастыря внезапно было прекращено в 1773 году папскою булою, которой был упразднён орден иезуитов. Богатые имения иезуитов были переданы на нужды народного просвещения, а здание их Винницкой коллегии перешло в руки базилиан, открывших в нём образцовую школу.

### Сооружения муров
Большой костел, коллегиум и конвикт (общежитие) монахи-иезуиты начали возводить в 1610 году. В 1617 году здания иезуитского и доминиканского монастырей были обнесены оборонной стеной с башнями и составили единую крепость, за которой закрепилось название Муры. Вследствие аварийного состояния южная часть оборонной стены с примыкающими к ней кельями и другими постройками была разобрана в 70-х гг. XIX века. В 1891 году обвалилась часть стены со стороны главного фасада костёла. В 1901 году незначительная часть помещений была отремонтирована. Обновление сооружений монастыря началось в 1907 году в связи с приспособлением их под мужскую гимназию, а в 1911 году в монастыре размещена и женская гимназия.
Винница часто подвергалась опустошениям казаков и татар, в особенности во время восстания малороссиян под предводительством гетмана Хмельницкого. В XVIII в. замков не было, а потому жители защищались от нападения гайдамаков в иезуитской коллегии, основанной в 1649 году Владиславом IV и обнесенной каменной стеной, которая существует и теперь.
Эти стены являются единственными сохранившимися в городе фортификационными сооружениями. Стены и многие здания комплекса находятся в плохом состоянии.

### Башни и стены
Башни и стены были построены иезуитами ещё до начала строительства доминиканского костёла в 1617 году. Стены предназначались для защиты от набегов татар и запорожцев. Бо́льшая часть стен с башнями, которые окружали иезуитский и доминиканский монастыри, разрушена. Сохранилась лишь угловая юго-западная башня с южной и частью западной стен. Башня кирпичная, квадратная в плане, с закругленными углами, одноярусная, на высоком расширяющемся книзу цоколе, укреплена контрфорсами, перекрыта сводами. Стены сложены из кирпича, имеют многочисленные бойницы. Муры сложенны из крупного красного кирпича на гранитном основании. Два ряда небольших квадратных бойниц, тонкий поясок тосканского фриза сбегают на стены с массивной угловой башни, равной им по высоте. Форма башни напоминает огромный колокол, расправленный на квадратном плане. Скругленные углы башни фланкированы пилястрами, расширяющимися, следуя колоколообразному силуэту башни.

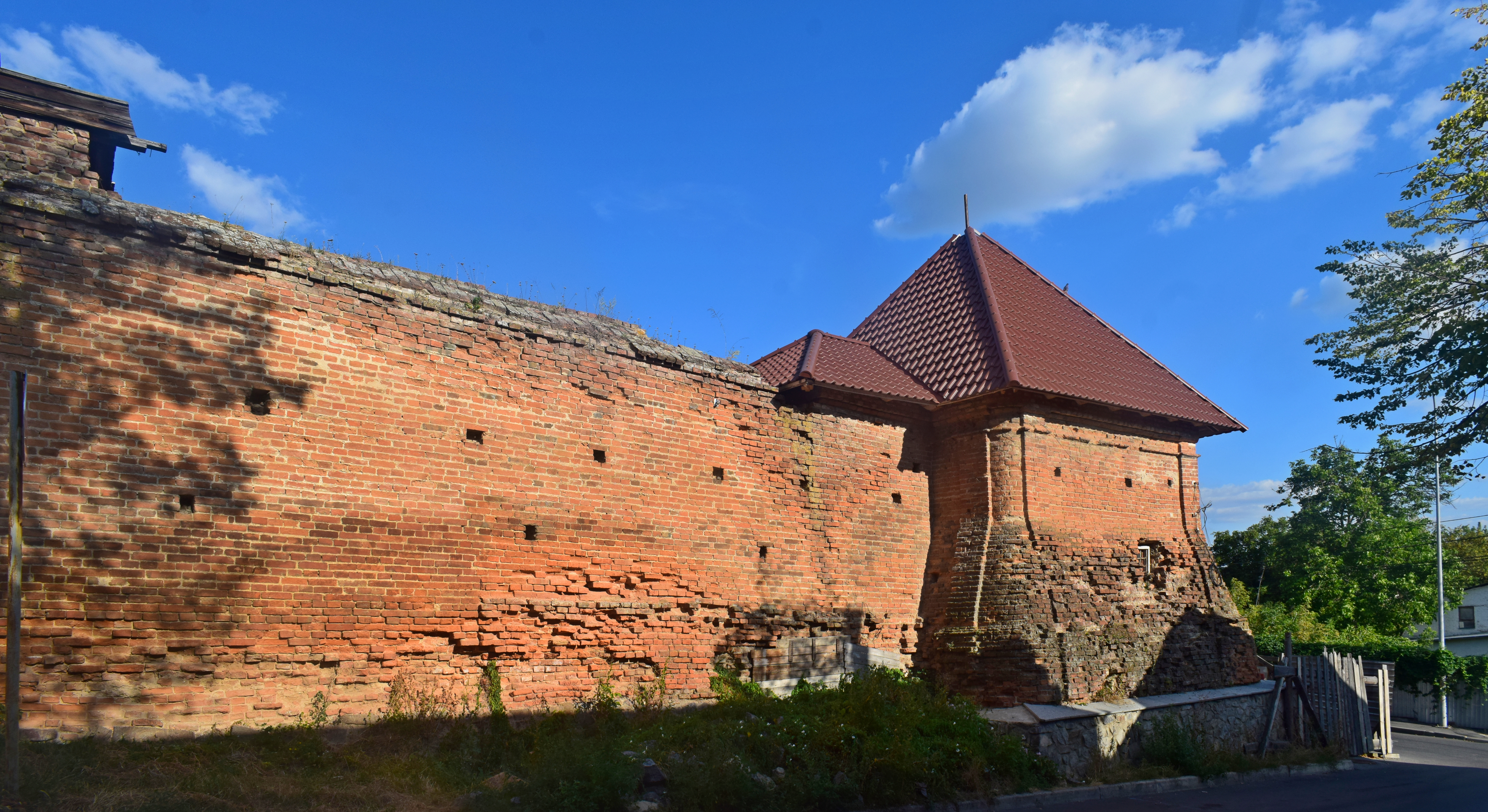
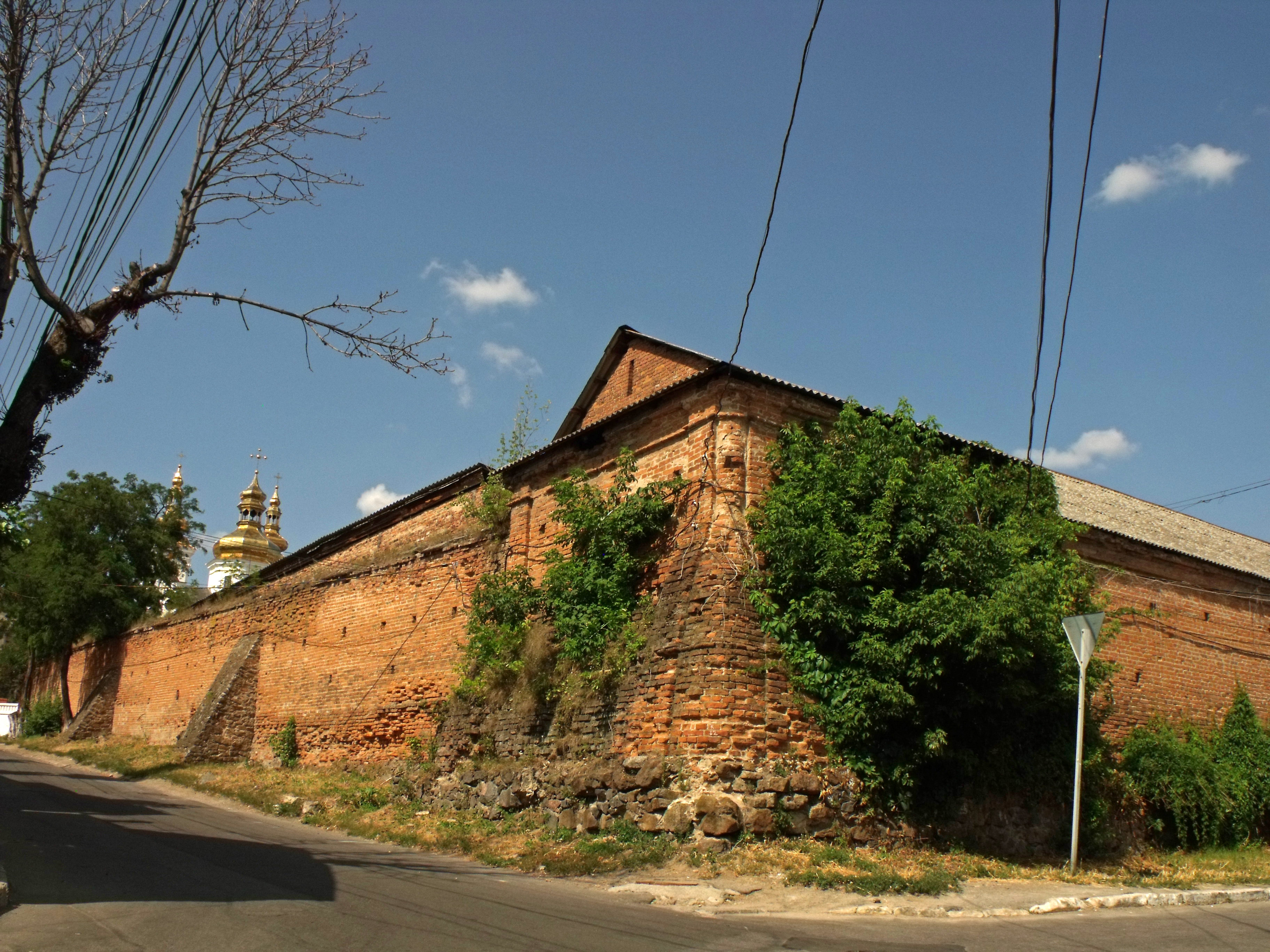
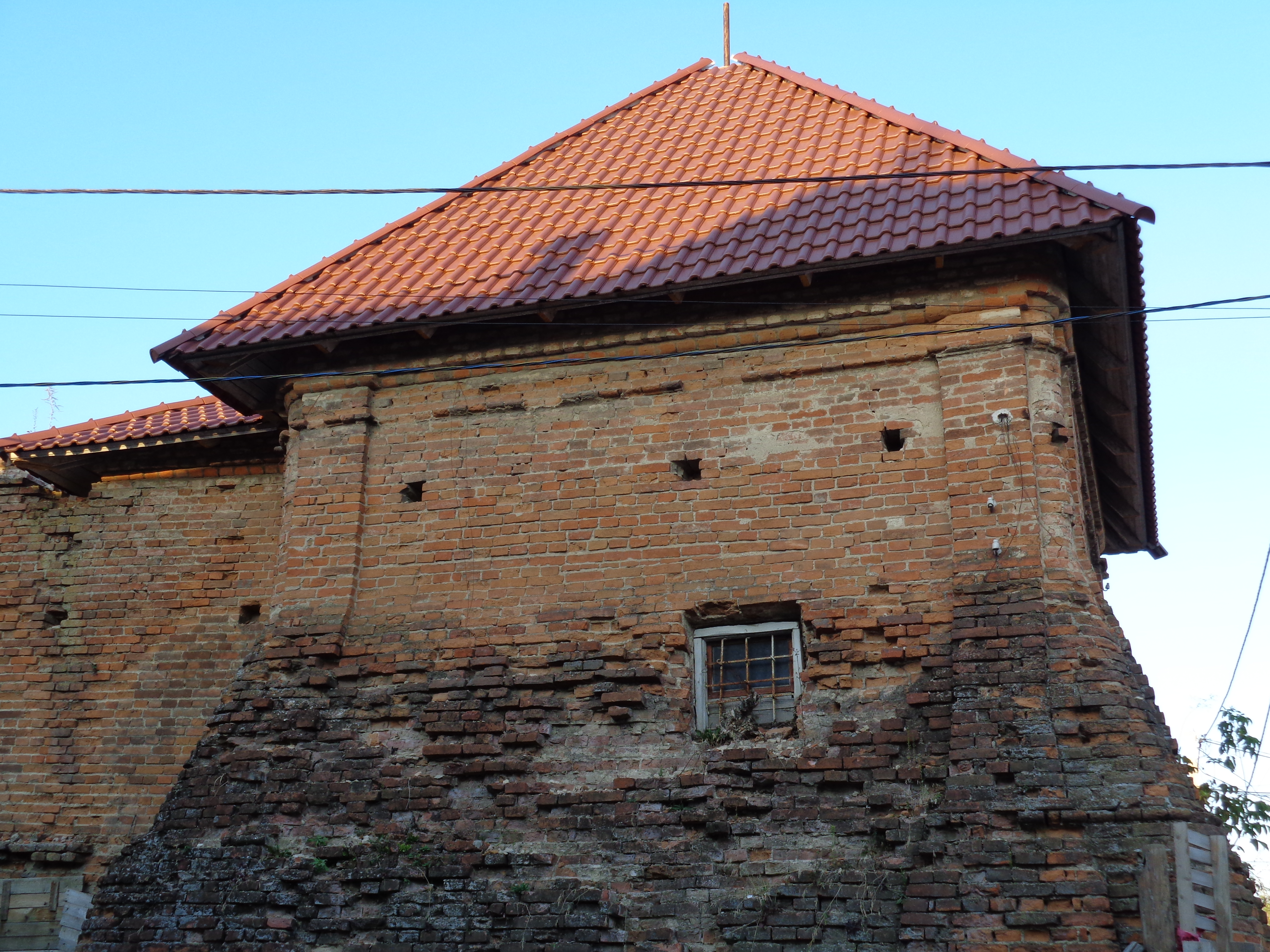
Западное окно угловой башни
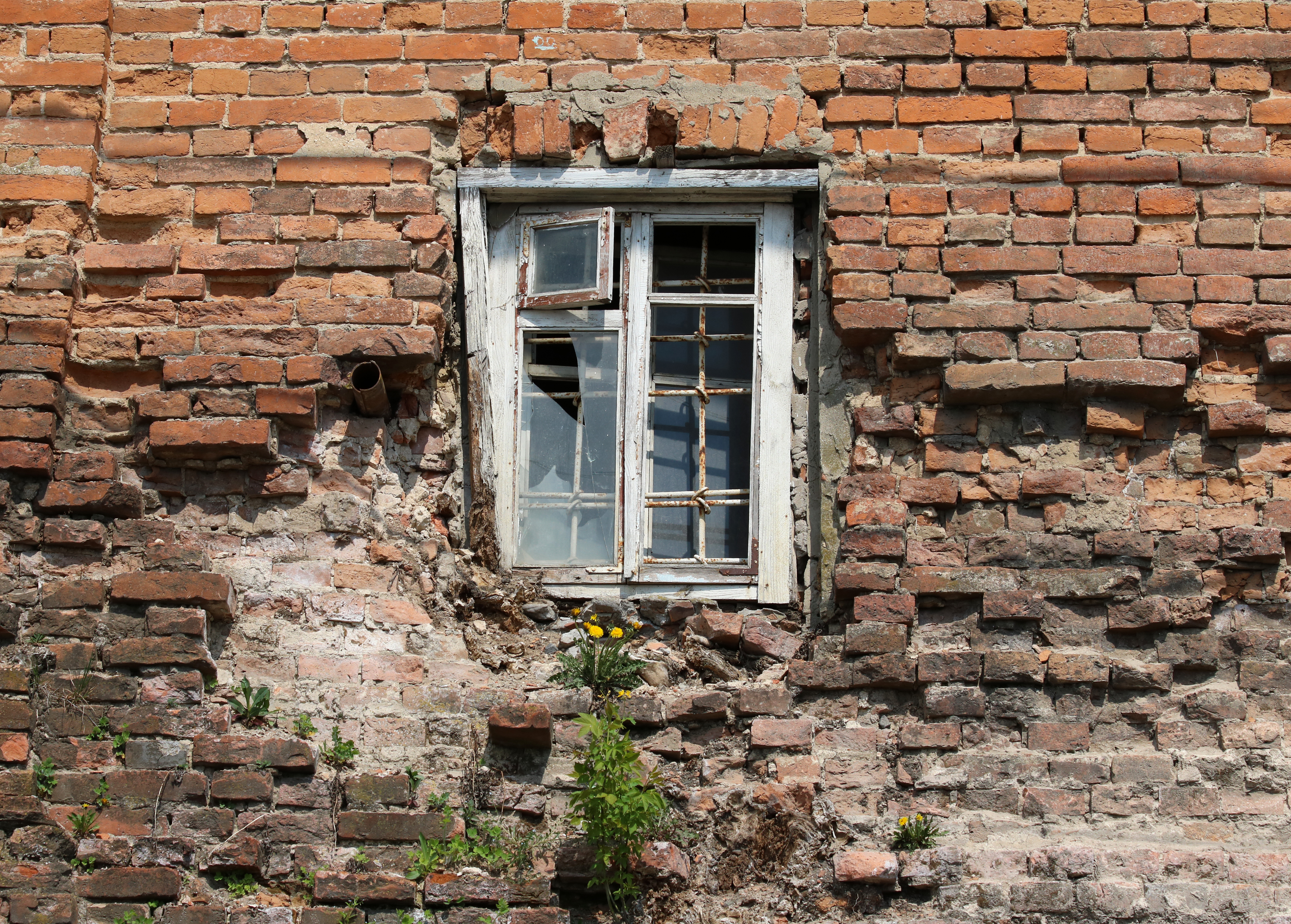
Южное окно угловой башни
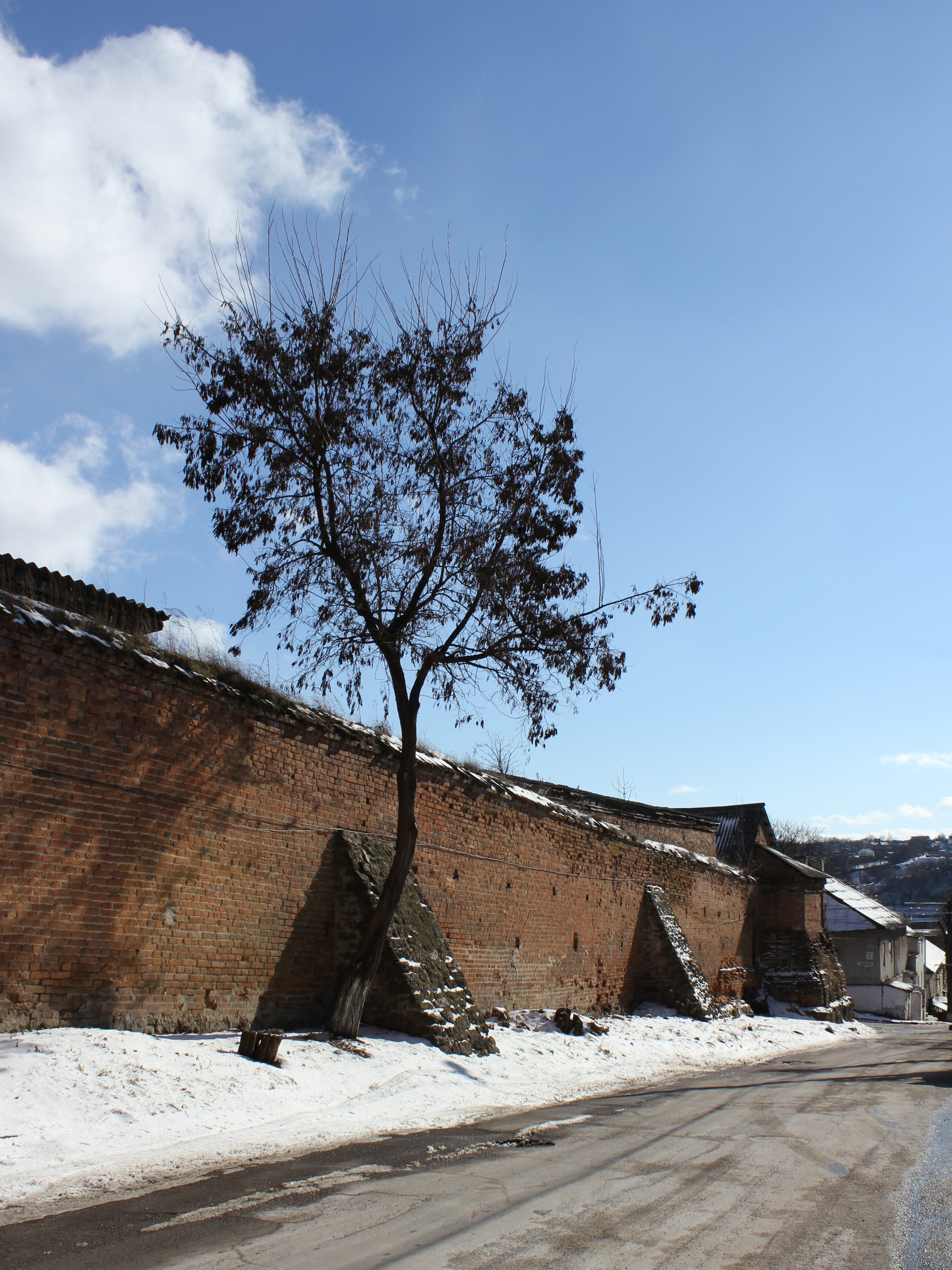

## Иезуитский монастырь
Иезуитский монастырь был построен в 1610—1617 гг. Монастырь состоял из костёла, коллегиума и конвикта, которые были по периметру обнесены мощными крепостными стенами.

## Доминиканский монастырь
В 1621 году в Виннице появляются доминиканцы, которым староста Ян Ордживольский дал место в Мурах, рядом с иезуитами, и большие маетности. И они построили монастырь.
Ещё одной доминантой Муров является, бывший доминиканский костёл, основанный в 1616 году монахами-доминиканцами в противовес иезуитам. На сегодня разрабатывается научно-проектная документация для сохранения башни и крепостной стены Доминиканского монастыря.